# TV4R
TV4R, полное название Televizija 4 rijeke — хорватский региональный телеканал, вещающий с 2005 года. В зону вещания входят шесть крупных городов и их окрестности: Загреб, Самобор, Запрешич, Велика-Горица, Карловац, Огулин.
Главный передатчик располагается на горе Тусти в горном массиве Медведница. Вещание осуществляется на 57-м дециметровом канале. Зона вещания распределена на три локальных подрегиона:
- D44: город Загреб, Велика-Горица, Света-Неделя, Ступник, частично община Самобор
- D45: Ястребарско, Клинча-Села, Крашич, Писаровина
- D46: Карловац, Ласинья, Озаль, Жаканье, Драганич, Нетретич, Дуга-Реса, Генеральски-Стол, Бариловичи, Крняк, частично общины Войнич и Босильево